# Sarcofago di Raffadali
Il sarcofago di Raffadali è un sarcofago di età romana che presenta una classica raffigurazione del ratto di Proserpina.

## Storia
Fu ritrovato nel Cinquecento in contrada Grotticelle a Raffadali, nel cui territorio sono note anche altre testimonianze del periodo romano.
Il sarcofago venne custodito prima nel palazzo dei principi di Montaperto, che in seguito lo donarono alla chiesa madre del paese, dove è tuttora conservato. 
Il sarcofago fu posizionato a destra dell’ingresso principale della chiesa, e lì rimase per secoli.
Nella seconda metà del XIX secolo, l’arciprete Di Stefano fu sul punto di venderlo a un antiquario a un prezzo irrisorio, incurante del suo alto valore storico. Il sindaco del tempo, Salvatore D’Alessandro riuscì però a impedirlo.

## Descrizione

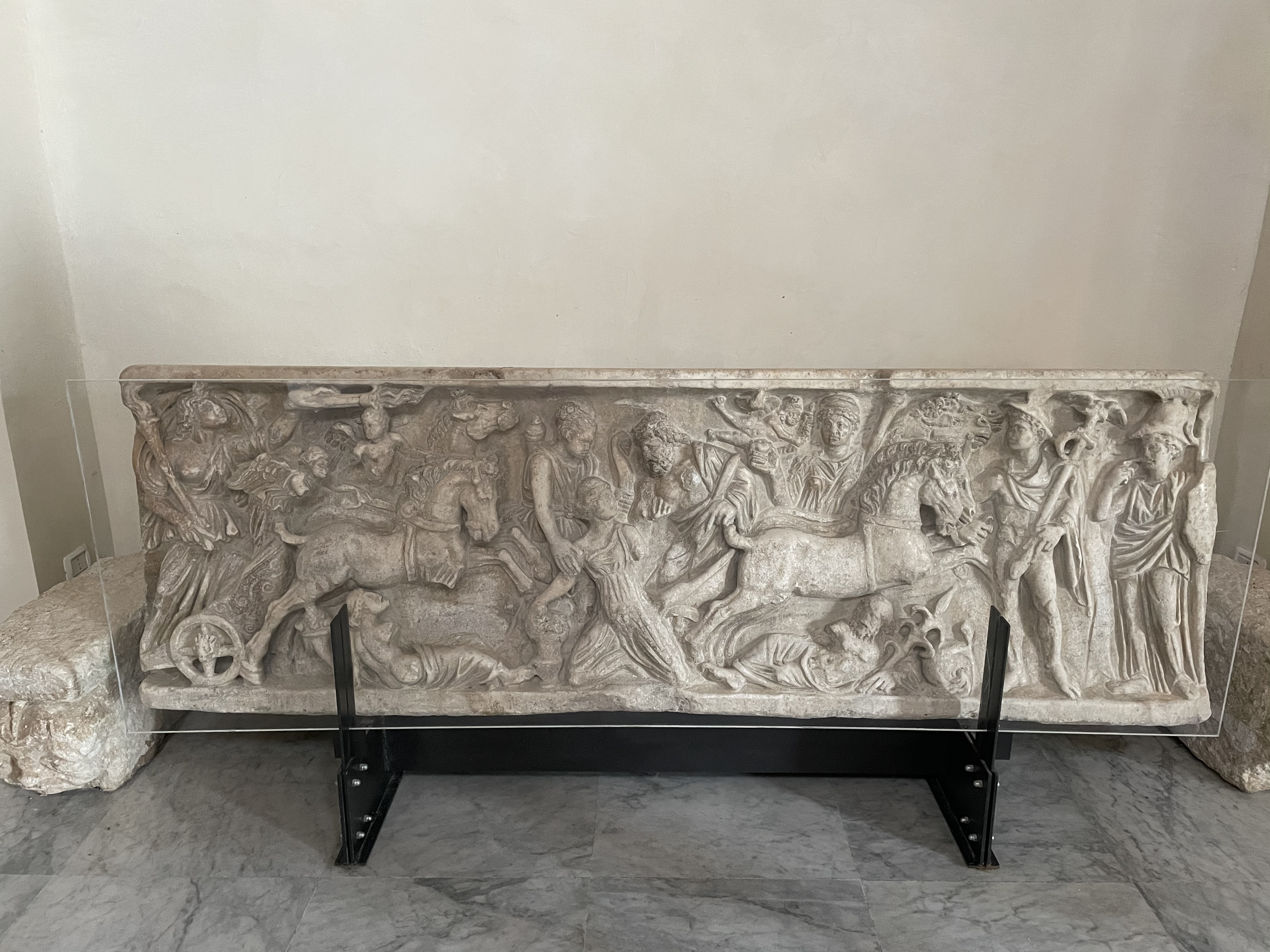
Sarcofago di Raffadali

La scena centrale raffigura il momento in cui Plutone rapisce Proserpina, protetta da Diana. L'estremità destra è occupata da Mercurio, che tiene con una mano i cavalli infernali e con l'altra il suo scettro, accanto a lui vi è Atena che punta il dito indice sulla bocca. Sul lato sinistro si vede Cerere, la madre di Proserpina, che brandisce due fiaccole. La biga sulla quale si trova è guidata da due figure allegoriche, Trepidatio e Amore. Nella parte bassa si trovano due figure, la Terra e l'Oceano. Nella parte alta invece si trova Venere che riceve da un amorino una corona di ghirlande.
La figura di Venere e l'amorino rappresentano aggiunte successive. L’amorino fu realizzato dopo che lo scettro di Marte si era spezzato, forse durante il trasporto. Il volto della dea, disposto frontalmente, fu scolpito in modo da somigliare alla defunta.